# Piccadilly Line
| Linienfarbe:    | Dunkelblau              |
| Eröffnungsjahr: | 1906                    |
| Linientyp:      | Röhrenbahn              |
| Stationen:      | 53                      |
| Länge:          | 73,4 km                 |
| Depots:         | Cockfosters Northfields |
| Fahrgäste:      | 210.169.000 (jährlich)  |

Die Piccadilly Line ist eine U-Bahn-Linie der London Underground. Auf dem Liniennetzplan ist sie dunkelblau eingezeichnet. Sie verläuft von Westen nach Norden und hat 53 Stationen (davon sind 25 unterirdisch).

## Geschichte

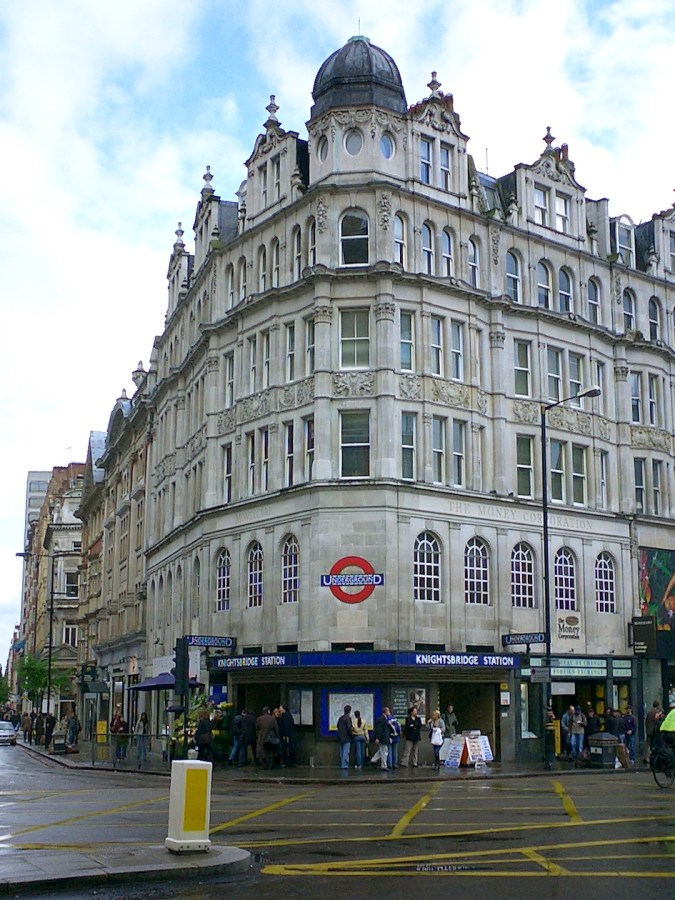
Eingang zur Station Knightsbridge

Die Great Northern, Piccadilly and Brompton Railway (GNP&BR) war eine von mehreren Gesellschaften, die von der Underground Electric Railways Company of London des Finanziers Charles Tyson Yerkes kontrolliert wurden. Im Jahr 1902 befasste sich das Parlament mit nicht weniger als 26 Konzessionsanträgen für neue U-Bahn-Linien in London. Im Falle der Piccadilly Line musste eine parlamentarische Kommission über die bestmögliche Linienführung entscheiden.
Die ausgewählte Variante hatte zur Folge, dass mehrere Projekte zusammengelegt wurden, die Great Northern and Strand Railway (GN&SR), die Brompton and Piccadilly Circus Railway (B&PCR) und ein Projekt der District Railway für eine Röhrenbahn zwischen South Kensington und Earl’s Court (1897 zwar bewilligt, aber nicht gebaut). Als die GNP&BR schließlich am 15. Dezember 1906 eröffnet wurde, führte die Strecke von der Station Finsbury Park der Northern City Line nach Hammersmith.
Die kurze Zweigstrecke von Holborn nach Aldwych wurde am 30. November 1907 eröffnet. Dies war ursprünglich der letzte Abschnitt der GN&SR vor ihrer Fusion mit der B&PCR gewesen. 1905 und nochmals 1965 gab es Pläne, diese Zweigstrecke unter der Themse hindurch zum Bahnhof Waterloo zu verlängern, diese blieben jedoch ohne Folgen. Obwohl zwei Röhren gebaut worden waren, wurde 1918 die östliche Röhre geschlossen und es verkehrte ein Pendelzug. 1928 nahm die komplett umgebaute Station Piccadilly Circus den Betrieb auf; sie umfasste eine unterirdische Schalterhalle und elf Rolltreppen. Dies war der Beginn eines umfassenden Modernisierungs- und Ausbauprogramms auf der ganzen Strecke. Um die Folgen der Weltwirtschaftskrise zu lindern, beschloss die britische Regierung, die Strecke auf Staatskosten zu erweitern.
Da bereits seit geraumer Zeit die Anschlusslinien, welche vor allem zahlreiche Straßenbahnlinien darstellten, an der bisherigen nördlichen Endstation Finsbury Park aufgrund von starken Pendlerströmen überlastet waren und häufig mit dem Individualverkehr im Stau standen, kam im Rahmen dieses Programms eine Verlängerung nach Norden in Frage. In Planung war eine Strecke bis Cockforsters. Ursprünglich war die Fertigstellung der Verlängerung bereits in den zwanziger Jahren vorgesehen, wurde aber aufgrund von Projekten mit höherer Priorität zunächst zurückgestellt. 1930 konnte schließlich mit dem Bau der Strecke begonnen werden; zwischen 1932 und 1933 wurde in drei Etappen die 12,3 Kilometer lange Verlängerung von Finsbury Park nach Cockfosters eröffnet. Während das Tunnelstück bis Arnos Grove durch die dicht bebaute Londoner Peripherie führt, fand der Bau des nördlichen Abschnitts auf zum großen Teil unbebauten Gelände statt, sodass dort noch eine oberirdische Streckenführung möglich war.
Die Piccadilly Line expandierte 1933 in Richtung Westen, indem sie verschiedene Strecken der District Line übernahm: Von Hammersmith nach Acton Town und von dort weiter nach Hounslow West bzw. nach Uxbridge. Bemerkenswert an diesen Strecken sind die von Charles Holden entworfenen und im Art-déco-Stil errichteten Stationsgebäude. Die Hoffnung der Geldgeber, dass die Ticketverkäufe die Bau- und Betriebskosten decken würden, konnte, wie auch auf allen anderen Erweiterungen im Netz, nicht erfüllt werden. Für die Verlängerungen wurden auch neue Züge erworben, die durch ihre höhere Geschwindigkeit die Fahrzeiten verringern sollten.
1977 wurde die Strecke nach Hounslow West bis zum Flughafen Heathrow verlängert. Nach der Eröffnung des Terminals 4 fuhren die Züge in einer Schleife. Am 7. Januar 2005 wurde die Station Heathrow Terminal 4 für etwa zwei Jahre geschlossen, um die Bauarbeiten für die Strecke zum neu entstehenden Terminal 5 zu erleichtern. Diese neue Station wurde im März 2008 eröffnet.
Bei den Terroranschlägen am 7. Juli 2005 explodierte zwischen den Stationen King’s Cross St. Pancras und Russell Square eine Bombe. In einer koordinierten Aktion zündete ein Selbstmordattentäter einen Sprengsatz in seinem Rucksack. Weitere Bomben explodierten auf der Circle Line bei Aldgate und bei Edgware Road sowie in einem Bus am Tavistock Square. Allein im Piccadilly-Zug starben 28 Menschen. Die Linie wurde am 8. Juli teilweise wiedereröffnet, der zentrale Abschnitt zwischen Hyde Park Corner und Arnos Grove jedoch erst am 4. August.

### Ausblick
Für die Picadilly Line gibt es keine konkreten Verlängerungspläne. Es existiert lediglich die Überlegung, die Linie über Heathrow hinaus nach Slough zu verlängern. Dabei steht entweder eine direkte Verbindung zum Bahnhof Slough oder eine Anbindung an bestehende Bahnstrecken zur Umfahrung des Flughafengeländes zur Diskussion.
Im Rahmen des Deep Tube Upgrade Programme werden neue Züge beschafft und die Taktung von 24 auf bis zu 33 Züge pro Stunde erhöht.

## Betrieb
Die Züge der Piccadilly Line fahren auf folgenden Abschnitten:
- Cockfosters – Heathrow Airport Terminal 5 (über Terminals 1,2,3): 6 Züge/Stunde
- Cockfosters – Heathrow Airport Terminal 4 und Schleife zu Terminals 1,2,3: 6 Züge/Stunde
- Cockfosters – Uxbridge: 3 Züge/Stunde
- Cockfosters – Rayners Lane: 3 Züge/Stunde
- Arnos Grove – Northfields: 6 Züge/Stunde

## Stationen

Geographisch korrekte Linienführung der Piccadilly Line

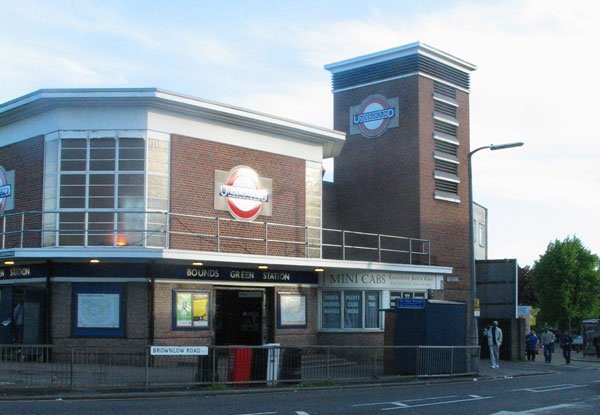
Das markante Stationsgebäude von Bounds Green
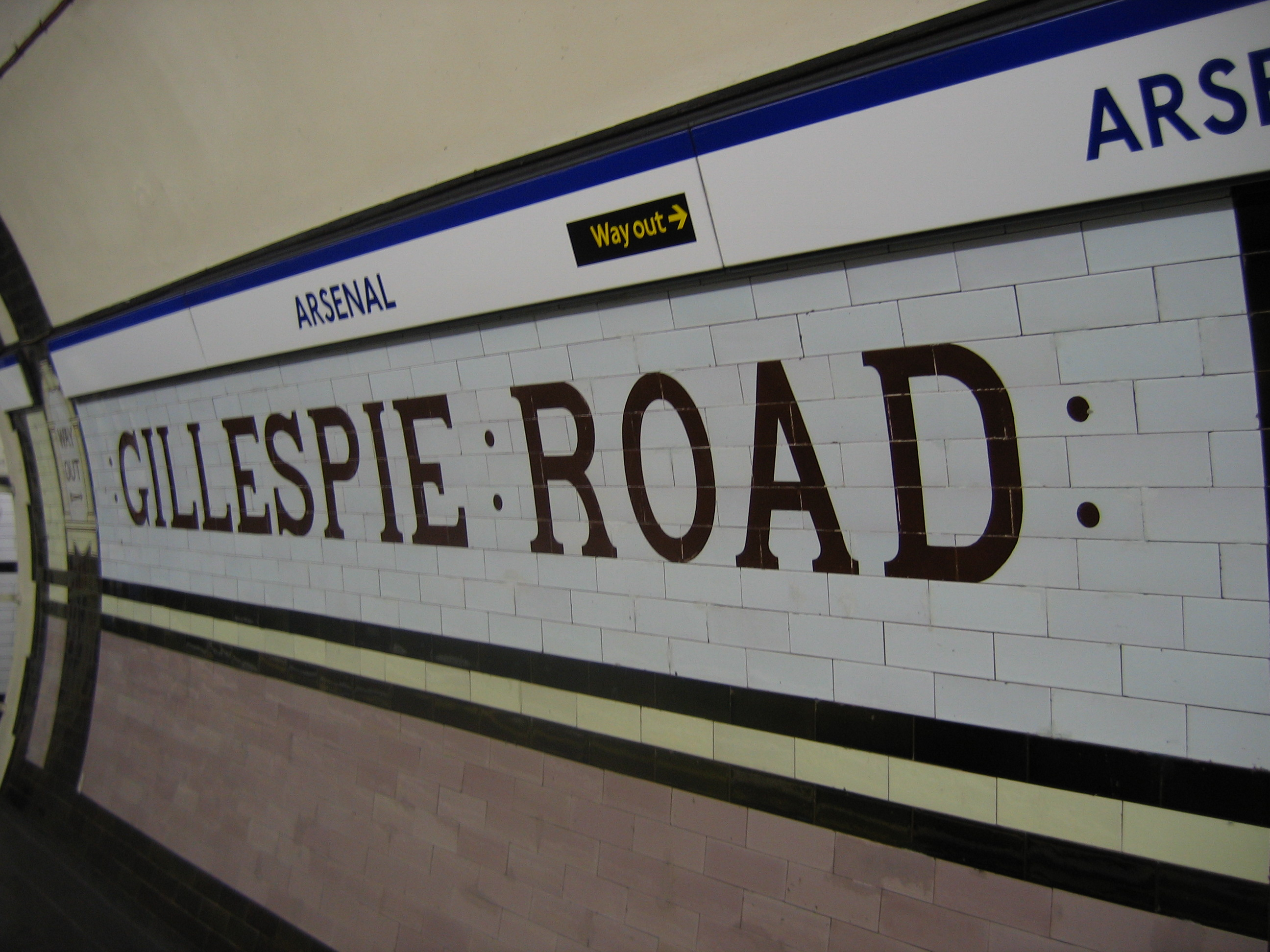
Station Arsenal (die Fliesen zeigen den ursprünglichen Namen Gillespie Road)
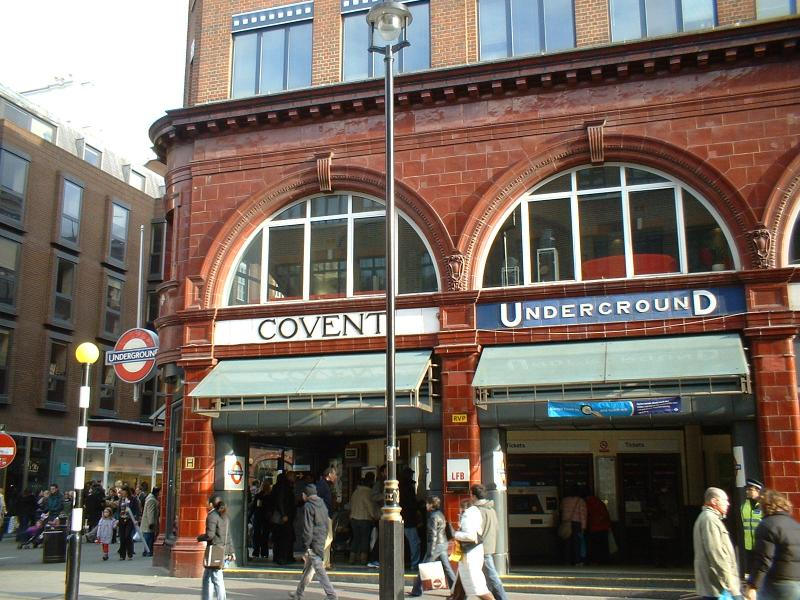
Station Covent Garden
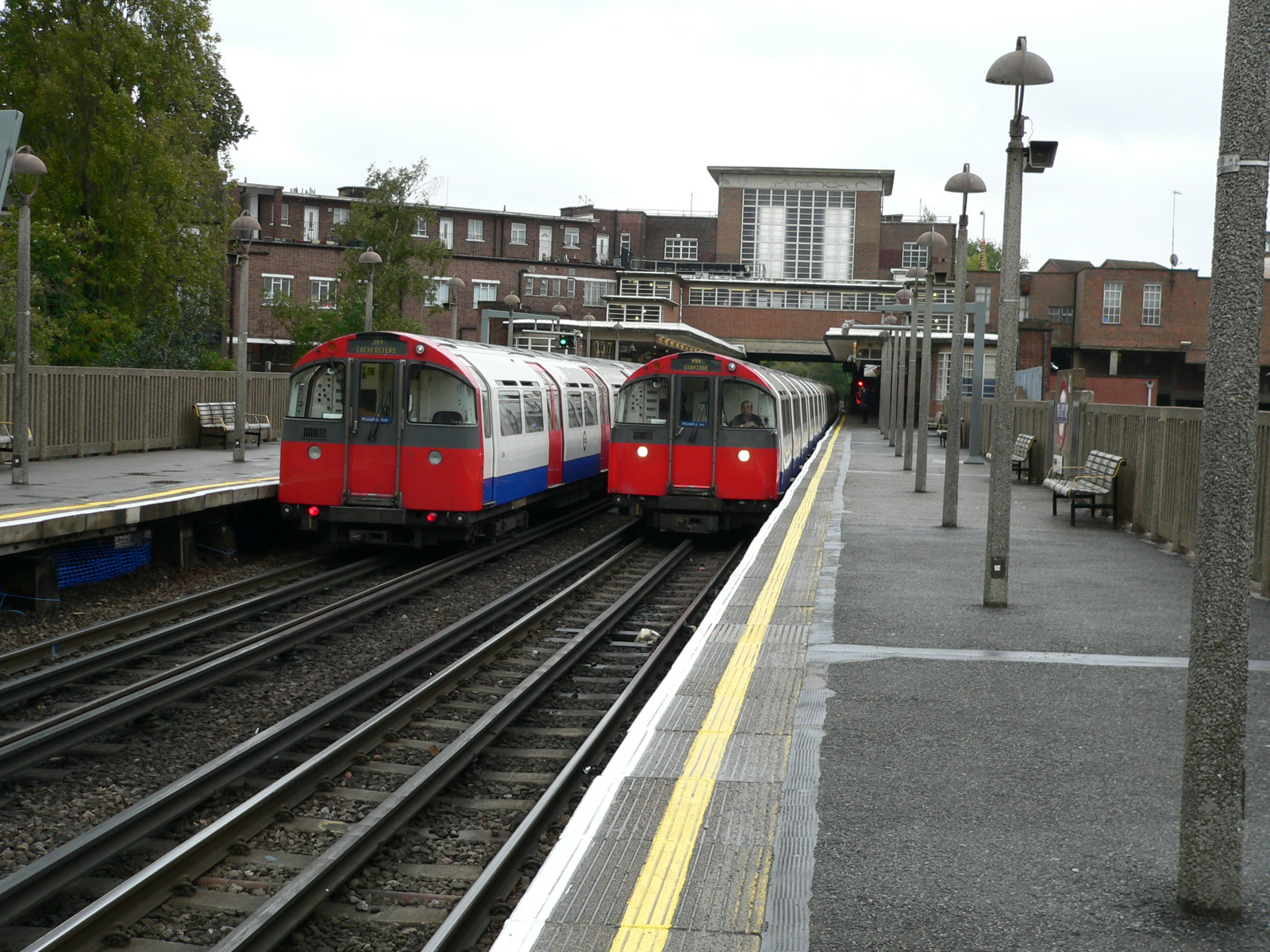
Rayners Lane

| \| \| \| Cockfosters \| \| \| \| \| \| \| \| \| \| Cockfosters Depot \| \| \| \| \| \| \| \| \| \| Oakwood \| \| \| \| \| \| \| \| \| \| Southgate \| \| \| \| \| \| \| \| \| \| Arnos Grove \| \| \| \| \| Abstellgleise Arnos Grove \| \| \| \| \| \| \| \| \| \| Bounds Green \| \| \| \| \| Wood Green \| \| \| \| \| Turnpike Lane \| \| \| \| \| Manor House \| \| \| \| \| Finsbury Park Victoria \| \| \| \| \| Arsenal \| \| \| \| \| Holloway Road \| \| \| \| \| Caledonian Road \| \| \| \| \| York Road (1932 geschl.) \| \| \| \| \| King’s Cross St. Pancras Circle Hammersmith & City Metropolitan Northern Victoria \| \| \| \| \| Russell Square \| \| \| \| \| Holborn Central \| \| \| \| \| Aldwych (1994 geschl.) \| \| \| \| \| Covent Garden \| \| \| \| \| Leicester Square Northern \| \| \| \| \| Piccadilly Circus Bakerloo \| \| \| \| \| Green Park Jubilee Victoria \| \| \| \| \| Down Street (1932 geschl.) \| \| \| \| \| Hyde Park Corner \| \| \| \| \| Knightsbridge \| \| \| \| \| Brompton Road (1934 geschl.) \| \| \| \| \| South Kensington Circle District \| \| \| \| \| Gloucester Road Circle District \| \| \| \| \| Earl’s Court District \| \| \| \| \| District Line \| \| \| \| \| Barons Court District \| \| \| \| \| Hammersmith Circle District Hammersmith & City \| \| \| \| \| \| \| \| \| \| Ravenscourt Park \| \| \| \| \| Stamford Brook \| \| \| \| \| Turnham Green District \| \| \| \| \| District Line nach Richmond \| \| \| \| \| Chiswick Park \| \| \| \| \| Acton Town District \| \| \| \| \| \| \| \| \| \| Ealing Common District \| \| \| \| \| Central Line \| \| \| \| \| District Line nach Ealing Broadway \| \| \| \| \| North Ealing \| \| \| \| \| Park Royal (ab 1931) \| \| \| \| \| Central Line \| \| \| \| \| Park Royal & Twyford Abbey (1931 geschl.) \| \| \| \| \| Alperton \| \| \| \| \| Sudbury Town \| \| \| \| \| Sudbury Hill \| \| \| \| \| South Harrow \| \| \| \| \| Metropolitan Line \| \| \| \| \| Rayners Lane Metropolitan \| \| \| \| \| Eastcote Metropolitan \| \| \| \| \| Ruislip Manor Metropolitan \| \| \| \| \| Ruislip Metropolitan \| \| \| \| \| Central Line \| \| \| \| \| Ickenham Metropolitan \| \| \| \| \| Hillingdon (1992 geschl.) (Metropolitan) \| \| \| \| \| Hillingdon (ab 1992) Metropolitan \| \| \| \| \| \| \| \| \| \| Uxbridge Depot \| \| \| \| \| Uxbridge (1938 geschl.) (Metropolitan) \| \| \| \| \| \| \| \| \| \| \| \| \| \| \| Uxbridge (ab 1938) Metropolitan \| \| \| \| \| South Ealing \| \| \| \| \| Northfields \| \| \| \| \| \| \| \| \| \| Northfields Depot \| \| \| \| \| \| \| \| \| \| Boston Manor \| \| \| \| \| Osterley & Spring Grove (1934 geschl.) \| \| \| \| \| Osterley (ab 1934) (District bis 1964) \| \| \| \| \| \| \| \| \| \| Hounslow East \| \| \| \| \| \| \| \| \| \| Hounslow Town \| \| \| \| \| Hounslow Central (District bis 1964) \| \| \| \| \| Hounslow West (1975 geschl.) \| \| \| \| \| \| \| \| \| \| Hounslow West (ab 1975) \| \| \| \| \| \| \| \| \| \| Crane \| \| \| \| \| \| \| \| \| \| Hatton Cross \| \| \| \| \| \| \| \| \| \| Heathrow Terminals 2 & 3 \| \| \| \| \| Heathrow Terminal 4 \| \| \| \| \| \| \| \| \| \| Heathrow Terminal 5 \| \| |  |                                                                                   |                                                                                   |
| U-Bahn-Kopfbahnhof Streckenanfang |  | Cockfosters                                                                       | Cockfosters                                                                       |
| U-Bahn-Strecke von links · U-Bahn-Abzweig geradeaus und nach rechts |  |                                                                                   |                                                                                   |
| U-Bahn-Dienststation / Betriebs- oder Güterbahnhof · U-Bahn-Strecke |  | Cockfosters Depot                                                                 | Cockfosters Depot                                                                 |
| U-Bahn-Strecke nach links · U-Bahn-Abzweig geradeaus und von rechts |  |                                                                                   |                                                                                   |
| U-Bahn-Haltepunkt / Haltestelle |  | Oakwood                                                                           | Oakwood                                                                           |
| U-Bahn-Tunnelanfang |  |                                                                                   |                                                                                   |
| U-Bahn-Haltepunkt / Haltestelle (im Tunnel) |  | Southgate                                                                         | Southgate                                                                         |
| U-Bahn-Tunnelende |  |                                                                                   |                                                                                   |
| U-Bahn-Haltepunkt / Haltestelle |  | Arnos Grove                                                                       | Arnos Grove                                                                       |
| U-Bahn-Betriebs-/Güterbahnhof Streckenanfang und quer · U-Bahn-Abzweig geradeaus und nach rechts |  | Abstellgleise Arnos Grove                                                         | Abstellgleise Arnos Grove                                                         |
| U-Bahn-Tunnelanfang |  |                                                                                   |                                                                                   |
| U-Bahn-Haltepunkt / Haltestelle (im Tunnel) |  | Bounds Green                                                                      | Bounds Green                                                                      |
| U-Bahn-Haltepunkt / Haltestelle (im Tunnel) |  | Wood Green                                                                        | Wood Green                                                                        |
| U-Bahn-Haltepunkt / Haltestelle (im Tunnel) |  | Turnpike Lane                                                                     | Turnpike Lane                                                                     |
| U-Bahn-Haltepunkt / Haltestelle (im Tunnel) |  | Manor House                                                                       | Manor House                                                                       |
| U-Bahn-Bahnhof (im Tunnel) |  | Finsbury Park Victoria                                                            | Finsbury Park Victoria                                                            |
| U-Bahn-Haltepunkt / Haltestelle (im Tunnel) |  | Arsenal                                                                           | Arsenal                                                                           |
| U-Bahn-Haltepunkt / Haltestelle (im Tunnel) |  | Holloway Road                                                                     | Holloway Road                                                                     |
| U-Bahn-Haltepunkt / Haltestelle (im Tunnel) |  | Caledonian Road                                                                   | Caledonian Road                                                                   |
| ehemaliger U-Bahn-Haltepunkt / Haltestelle (im Tunnel) |  | York Road (1932 geschl.)                                                          | York Road (1932 geschl.)                                                          |
| U-Bahn-Bahnhof (im Tunnel) |  | King’s Cross St. Pancras Circle Hammersmith & City Metropolitan Northern Victoria | King’s Cross St. Pancras Circle Hammersmith & City Metropolitan Northern Victoria |
| U-Bahn-Haltepunkt / Haltestelle (im Tunnel) |  | Russell Square                                                                    | Russell Square                                                                    |
| U-Bahn-Bahnhof (im Tunnel) |  | Holborn Central                                                                   | Holborn Central                                                                   |
| U-Bahn-Abzweig geradeaus und ehemals nach links (im Tunnel) · U-Bahn-Kopfbahnhof Streckenende und quer (Strecke außer Betrieb) (im Tunnel) |  | Aldwych (1994 geschl.)                                                            | Aldwych (1994 geschl.)                                                            |
| U-Bahn-Haltepunkt / Haltestelle (im Tunnel) |  | Covent Garden                                                                     | Covent Garden                                                                     |
| U-Bahn-Bahnhof (im Tunnel) |  | Leicester Square Northern                                                         | Leicester Square Northern                                                         |
| U-Bahn-Bahnhof (im Tunnel) |  | Piccadilly Circus Bakerloo                                                        | Piccadilly Circus Bakerloo                                                        |
| U-Bahn-Bahnhof (im Tunnel) |  | Green Park Jubilee Victoria                                                       | Green Park Jubilee Victoria                                                       |
| ehemaliger U-Bahn-Haltepunkt / Haltestelle (im Tunnel) |  | Down Street (1932 geschl.)                                                        | Down Street (1932 geschl.)                                                        |
| U-Bahn-Haltepunkt / Haltestelle (im Tunnel) |  | Hyde Park Corner                                                                  | Hyde Park Corner                                                                  |
| U-Bahn-Haltepunkt / Haltestelle (im Tunnel) |  | Knightsbridge                                                                     | Knightsbridge                                                                     |
| ehemaliger U-Bahn-Haltepunkt / Haltestelle (im Tunnel) |  | Brompton Road (1934 geschl.)                                                      | Brompton Road (1934 geschl.)                                                      |
| U-Bahn-Bahnhof (im Tunnel) |  | South Kensington Circle District                                                  | South Kensington Circle District                                                  |
| U-Bahn-Bahnhof (im Tunnel) |  | Gloucester Road Circle District                                                   | Gloucester Road Circle District                                                   |
| U-Bahn-Bahnhof (im Tunnel) |  | Earl’s Court District                                                             | Earl’s Court District                                                             |
| U-Bahn-Strecke von rechts · U-Bahn-Tunnelende |  | District Line                                                                     | District Line                                                                     |
| |  | Barons Court District                                                             |                                                                                   |
| |  | Hammersmith Circle District Hammersmith & City                                    |                                                                                   |
| U-Bahn-Tunnel · U-Bahn-Tunnel |  |                                                                                   |                                                                                   |
| U-Bahn-Haltepunkt / Haltestelle · U-Bahn-Strecke |  | Ravenscourt Park                                                                  | Ravenscourt Park                                                                  |
| U-Bahn-Haltepunkt / Haltestelle · U-Bahn-Strecke |  | Stamford Brook                                                                    | Stamford Brook                                                                    |
| |  | Turnham Green District                                                            |                                                                                   |
| U-Bahn-Abzweig geradeaus und nach links · U-Bahn-Kreuzung geradeaus oben |  | District Line nach Richmond                                                       | District Line nach Richmond                                                       |
| U-Bahn-Haltepunkt / Haltestelle · U-Bahn-Strecke |  | Chiswick Park                                                                     | Chiswick Park                                                                     |
| |  | Acton Town District                                                               |                                                                                   |
| U-Bahn-Abzweig geradeaus und von links · U-Bahn-Abzweig geradeaus und nach rechts |  |                                                                                   |                                                                                   |
| U-Bahn-Bahnhof · U-Bahn-Strecke |  | Ealing Common District                                                            | Ealing Common District                                                            |
| U-Bahn-Kreuzung geradeaus oben · U-Bahn-Strecke |  | Central Line                                                                      | Central Line                                                                      |
| U-Bahn-Abzweig geradeaus und nach links · U-Bahn-Strecke |  | District Line nach Ealing Broadway                                                | District Line nach Ealing Broadway                                                |
| U-Bahn-Haltepunkt / Haltestelle · U-Bahn-Strecke |  | North Ealing                                                                      | North Ealing                                                                      |
| U-Bahn-Haltepunkt / Haltestelle · U-Bahn-Strecke |  | Park Royal (ab 1931)                                                              | Park Royal (ab 1931)                                                              |
| U-Bahn-Kreuzung geradeaus oben · U-Bahn-Strecke |  | Central Line                                                                      | Central Line                                                                      |
| ehemaliger U-Bahn-Haltepunkt / Haltestelle · U-Bahn-Strecke |  | Park Royal & Twyford Abbey (1931 geschl.)                                         | Park Royal & Twyford Abbey (1931 geschl.)                                         |
| U-Bahn-Haltepunkt / Haltestelle · U-Bahn-Strecke |  | Alperton                                                                          | Alperton                                                                          |
| U-Bahn-Haltepunkt / Haltestelle · U-Bahn-Strecke |  | Sudbury Town                                                                      | Sudbury Town                                                                      |
| U-Bahn-Bahnhof · U-Bahn-Strecke |  | Sudbury Hill                                                                      | Sudbury Hill                                                                      |
| U-Bahn-Haltepunkt / Haltestelle · U-Bahn-Strecke |  | South Harrow                                                                      | South Harrow                                                                      |
| U-Bahn-Abzweig geradeaus und von rechts · U-Bahn-Strecke |  | Metropolitan Line                                                                 | Metropolitan Line                                                                 |
| U-Bahn-Bahnhof · U-Bahn-Strecke |  | Rayners Lane Metropolitan                                                         | Rayners Lane Metropolitan                                                         |
| U-Bahn-Haltepunkt / Haltestelle · U-Bahn-Strecke |  | Eastcote Metropolitan                                                             | Eastcote Metropolitan                                                             |
| U-Bahn-Haltepunkt / Haltestelle · U-Bahn-Strecke |  | Ruislip Manor Metropolitan                                                        | Ruislip Manor Metropolitan                                                        |
| U-Bahn-Haltepunkt / Haltestelle · U-Bahn-Strecke |  | Ruislip Metropolitan                                                              | Ruislip Metropolitan                                                              |
| U-Bahn-Kreuzung geradeaus unten · U-Bahn-Strecke |  | Central Line                                                                      | Central Line                                                                      |
| U-Bahn-Haltepunkt / Haltestelle · U-Bahn-Strecke |  | Ickenham Metropolitan                                                             | Ickenham Metropolitan                                                             |
| ehemaliger U-Bahn-Haltepunkt / Haltestelle · U-Bahn-Strecke |  | Hillingdon (1992 geschl.) (Metropolitan)                                          | Hillingdon (1992 geschl.) (Metropolitan)                                          |
| U-Bahn-Haltepunkt / Haltestelle · U-Bahn-Strecke nach links · U-Bahn-Strecke von rechts |  | Hillingdon (ab 1992) Metropolitan                                                 | Hillingdon (ab 1992) Metropolitan                                                 |
| U-Bahn-Abzweig geradeaus und nach links · U-Bahn-Strecke von rechts · U-Bahn-Strecke |  |                                                                                   |                                                                                   |
| U-Bahn-Betriebs-/Güterbahnhof Strecke ab hier außer Betrieb · U-Bahn-Strecke · U-Bahn-Strecke |  | Uxbridge Depot                                                                    | Uxbridge Depot                                                                    |
| U-Bahn-Kopfbahnhof Streckenende (Strecke außer Betrieb) · U-Bahn-Strecke · U-Bahn-Strecke |  | Uxbridge (1938 geschl.) (Metropolitan)                                            | Uxbridge (1938 geschl.) (Metropolitan)                                            |
| U-Bahn-Strecke von links · U-Bahn-Strecke nach rechts · U-Bahn-Strecke |  |                                                                                   |                                                                                   |
| U-Bahn-Strecke · U-Bahn-Strecke von links · U-Bahn-Strecke nach rechts |  |                                                                                   |                                                                                   |
| U-Bahn-Kopfbahnhof Streckenende · U-Bahn-Strecke |  | Uxbridge (ab 1938) Metropolitan                                                   | Uxbridge (ab 1938) Metropolitan                                                   |
| U-Bahn-Haltepunkt / Haltestelle |  | South Ealing                                                                      | South Ealing                                                                      |
| U-Bahn-Haltepunkt / Haltestelle |  | Northfields                                                                       | Northfields                                                                       |
| U-Bahn-Abzweig geradeaus und nach links · U-Bahn-Strecke von rechts |  |                                                                                   |                                                                                   |
| U-Bahn-Strecke · U-Bahn-Dienststation / Betriebs- oder Güterbahnhof |  | Northfields Depot                                                                 | Northfields Depot                                                                 |
| U-Bahn-Abzweig geradeaus und von links · U-Bahn-Strecke nach rechts |  |                                                                                   |                                                                                   |
| U-Bahn-Haltepunkt / Haltestelle |  | Boston Manor                                                                      | Boston Manor                                                                      |
| ehemaliger U-Bahn-Haltepunkt / Haltestelle |  | Osterley & Spring Grove (1934 geschl.)                                            | Osterley & Spring Grove (1934 geschl.)                                            |
| U-Bahn-Haltepunkt / Haltestelle |  | Osterley (ab 1934) (District bis 1964)                                            | Osterley (ab 1934) (District bis 1964)                                            |
| U-Bahn-Abzweig geradeaus und ehemals nach links · U-Bahn-Strecke von rechts (außer Betrieb) |  |                                                                                   |                                                                                   |
| U-Bahn-Haltepunkt / Haltestelle · U-Bahn-Strecke (außer Betrieb) |  | Hounslow East                                                                     | Hounslow East                                                                     |
| U-Bahn-Abzweig geradeaus und ehemals von links · U-Bahn-Abzweig geradeaus und von rechts (Strecke außer Betrieb) |  |                                                                                   |                                                                                   |
| U-Bahn-Strecke · U-Bahn-Kopfbahnhof Streckenende (Strecke außer Betrieb) |  | Hounslow Town                                                                     | Hounslow Town                                                                     |
| U-Bahn-Haltepunkt / Haltestelle |  | Hounslow Central (District bis 1964)                                              | Hounslow Central (District bis 1964)                                              |
| U-Bahn-Abzweig geradeaus und ehemals nach links · U-Bahn-Kopfbahnhof Streckenende und quer (Strecke außer Betrieb) |  | Hounslow West (1975 geschl.)                                                      | Hounslow West (1975 geschl.)                                                      |
| U-Bahn-Tunnelanfang |  |                                                                                   |                                                                                   |
| U-Bahn-Haltepunkt / Haltestelle (im Tunnel) |  | Hounslow West (ab 1975)                                                           | Hounslow West (ab 1975)                                                           |
| U-Bahn-Tunnelende |  |                                                                                   |                                                                                   |
| U-Bahn-Brücke über Wasserlauf |  | Crane                                                                             | Crane                                                                             |
| U-Bahn-Tunnelanfang |  |                                                                                   |                                                                                   |
| U-Bahn-Haltepunkt / Haltestelle (im Tunnel) |  | Hatton Cross                                                                      | Hatton Cross                                                                      |
| U-Bahn-Abzweig geradeaus und nach links (im Tunnel) · U-Bahn-Strecke von rechts (im Tunnel) |  |                                                                                   |                                                                                   |
| U-Bahn-Bahnhof (im Tunnel) · U-Bahn-Strecke (im Tunnel) |  | Heathrow Terminals 2 & 3                                                          | Heathrow Terminals 2 & 3                                                          |
| U-Bahn-Strecke (im Tunnel) · U-Bahn-Bahnhof (im Tunnel) |  | Heathrow Terminal 4                                                               | Heathrow Terminal 4                                                               |
| U-Bahn-Abzweig geradeaus und nach links (im Tunnel) · U-Bahn-Strecke nach rechts (im Tunnel) |  |                                                                                   |                                                                                   |
| U-Bahn-Kopfbahnhof Streckenende (im Tunnel) |  | Heathrow Terminal 5                                                               | Heathrow Terminal 5                                                               |

von Ost nach West

### Hauptstrecke
- Cockfosters – eröffnet am 31. Juli 1933
- Oakwood – eröffnet am 13. März 1933 als Enfield West; umbenannt in Enfield West (Oakwood) am 3. Mai 1934; umbenannt in Oakwood am 1. September 1946
- Southgate – eröffnet – eröffnet am 13. März 1933
- Arnos Grove – eröffnet am 19. September 1932
- Bounds Green – eröffnet am 19. September 1932
- Wood Green – eröffnet am 19. September 1932
- Turnpike Lane – eröffnet am 19. September 1932
- Manor House – eröffnet am 19. September 1932
- Finsbury Park – eröffnet am 15. Dezember 1906
- Arsenal – eröffnet am 15. Dezember 1906 als Gillespie Road, umbenannt am 31. Oktober 1932 in Arsenal (Highbury Hill), in den 1960ern fiel der Zusatz „Highbury Hill“ weg
- Holloway Road – eröffnet am 15. Dezember 1906
- Caledonian Road – eröffnet am 15. Dezember 1906
- York Road – eröffnet am 15. Dezember 1906; geschlossen am 17. September 1932
- King’s Cross St. Pancras – eröffnet am 15. Dezember 1906 als King’s Cross; umbenannt 1927 in King’s Cross (for St. Pancras); umbenannt 1933 in King’s Cross St Pancras
- Russell Square – eröffnet am 15. Dezember 1906
- Holborn – eröffnet am 15. Dezember 1906
- Covent Garden – eröffnet am 11. April 1907
- Leicester Square – eröffnet am 15. Dezember 1906
- Piccadilly Circus – eröffnet am 15. Dezember 1906
- Green Park – eröffnet am 15. Dezember 1906 als Dover Street; umbenannt in Green Park am 18. September 1933
- Down Street – eröffnet am 15. März 1907; geschlossen am 21. Mai 1932
- Hyde Park Corner – eröffnet am 15. Dezember 1906
- Knightsbridge – eröffnet am 15. Dezember 1906
- Brompton Road – eröffnet am 15. Dezember 1906; geschlossen am 29. Juli 1934
- South Kensington – eröffnet am 8. Januar 1907
- Gloucester Road – eröffnet am 15. Dezember 1906; geschlossen am 30. August 1987, wiedereröffnet am 21. Mai 1989
- Earl’s Court – eröffnet am 15. Dezember 1906; geschlossen am 21. November 1997; wiedereröffnet am 6. April 1998
- Barons Court – eröffnet am 15. Dezember 1906
- Hammersmith – eröffnet am 15. Dezember 1906
- Turnham Green – erstmals bedient am 23. Juni 1963
- Acton Town – eröffnet am 4. Juli 1932

### Aldwych-Zweigstrecke
- Holborn
- Aldwych – eröffnet am 30. November 1907 als Strand; umbenannt in Aldwych am 9. Mai 1915; geschlossen am 21. September 1940; wiedereröffnet am 1. Juli 1946; geschlossen am 30. September 1994

### Heathrow-Zweigstrecke
- Acton Town
- South Ealing – erstmals bedient am 29. April 1935
- Northfields – erstmals bedient am 9. Januar 1933
- Boston Manor – erstmals bedient am 13. März 1933
- Osterley – erstmals bedient am 13. März 1933 als Osterley & Spring Grove; geschlossen am 24. März 1934 und einen Tag später als Osterley am heutigen Standort wiedereröffnet
- Hounslow East – erstmals bedient am 13. März 1933
- Hounslow Central – erstmals bedient am 13. März 1933
- Hounslow West – erstmals bedient am 13. März 1933
- Hatton Cross – eröffnet am 19. Juli 1975
- Heathrow Terminals 2 & 3 – eröffnet am 16. Dezember 1977 als Heathrow Central; umbenannt in Heathrow Central Terminals 1,2,3 am 3. September 1983; umbenannt in Heathrow Terminals 1,2,3 am 12. April 1986, umbenannt in Heathrow Terminals 2 & 3 am 2. Januar 2016
- Heathrow Terminal 4 – eröffnet am 12. April 1986, geschlossen am 7. Januar 2005, wiedereröffnet am 17. September 2006
- Heathrow Terminal 5 – eröffnet am 27. März 2008

### Uxbridge-Zweigstrecke
- Acton Town
- Ealing Common – erstmals bedient am 4. Juli 1932
- North Ealing – erstmals bedient am 4. Juli 1932
- Park Royal erstmals bedient am 4. Juli 1932
- Alperton – erstmals bedient am 4. Juli 1932
- Sudbury Town – erstmals bedient am 4. Juli 1932
- Sudbury Hill – erstmals bedient am 4. Juli 1932
- South Harrow – erstmals bedient am 4. Juli 1932; geschlossen am 4. Juli 1935 und einen Tag später am heutigen Standort wiedereröffnet
- Rayners Lane – erstmals bedient am 23. Oktober 1933
- Eastcote – erstmals bedient am 23. Oktober 1933
- Ruislip Manor – erstmals bedient am 23. Oktober 1933
- Ruislip – erstmals bedient am 23. Oktober 1933
- Ickenham – erstmals bedient am 23. Oktober 1933
- Hillingdon – erstmals bedient am 23. Oktober 1933; geschlossen am 5. Dezember 1992 und einen Tag später am heutigen Standort wiedereröffnet
- Uxbridge – erstmals bedient am 23. Oktober 1933; geschlossen am 3. Dezember 1938 und einen Tag später am heutigen Standort wiedereröffnet